# Qiaowanlong
Qiaowanlong ("drak mostu klenoucího se nad říčním proudem") byl rod menšího sauropodního dinosaura, formálně popsaného v roce 2009 z Číny.

## Klasifikace
Původně se předpokládalo, že jde možná o prvního známého zástupce brachiosauridů v Asii. Dnes se jeví jako pravděpodobnější, že šlo o příbuzného rodů Erketu, Euhelopus a obřího rodu Yunmenglong.

## Objev
Fosilie tohoto býložravého dinosaura byly objeveny v roce 2007 v údolí Jü-ťin-c' v provincii Kan-su (geologické souvrství Sia-kou). O dva roky později byl nový rod popsán v periodiku Proceedings of the Royal Society B. Fosilie pocházejí z konce období rané křídy, jsou tedy staré kolem 100 milionů let a sestávají z artikulovaných krčních obratlů a pravého pánevního pletence (kromě dalších fragmentů). Qiaowanlong je bezpochyby prvním brachiosauridem, objeveným v Číně. Nedosahoval v poměru ke svým africkým nebo americkým příbuzným nijak ohromných rozměrů, byl dlouhý asi 12 metrů a zaživa vážil kolem 6 tun. To je podstatně méně, než kolik měřil a vážil zřejmě jeho nejbližší příbuzný Sauroposeidon, objevený na jihu USA. Typový a jediný dnes známý druh je Q. kangxii.